# Zegar atomowy

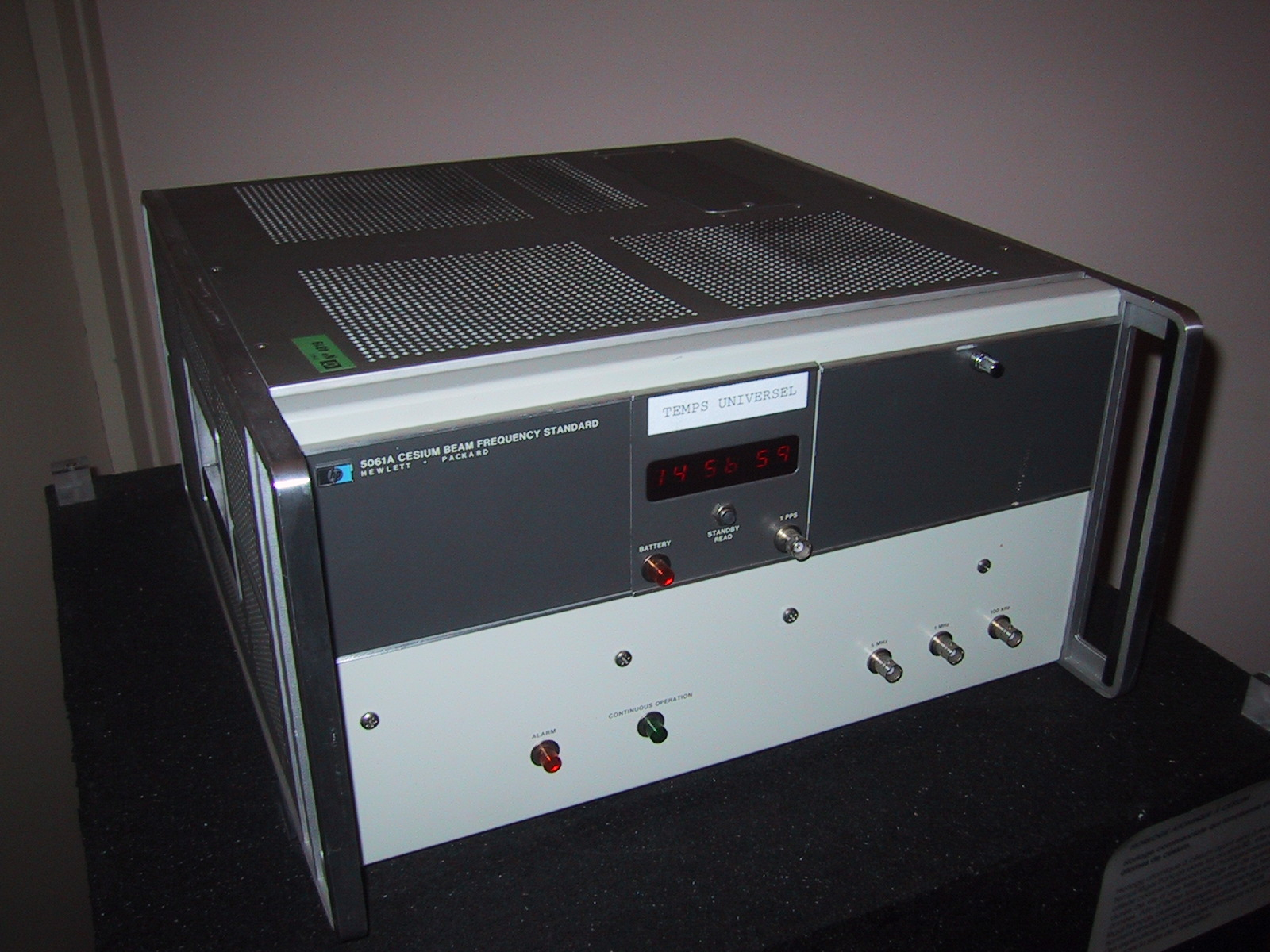
Cezowy zegar atomowy

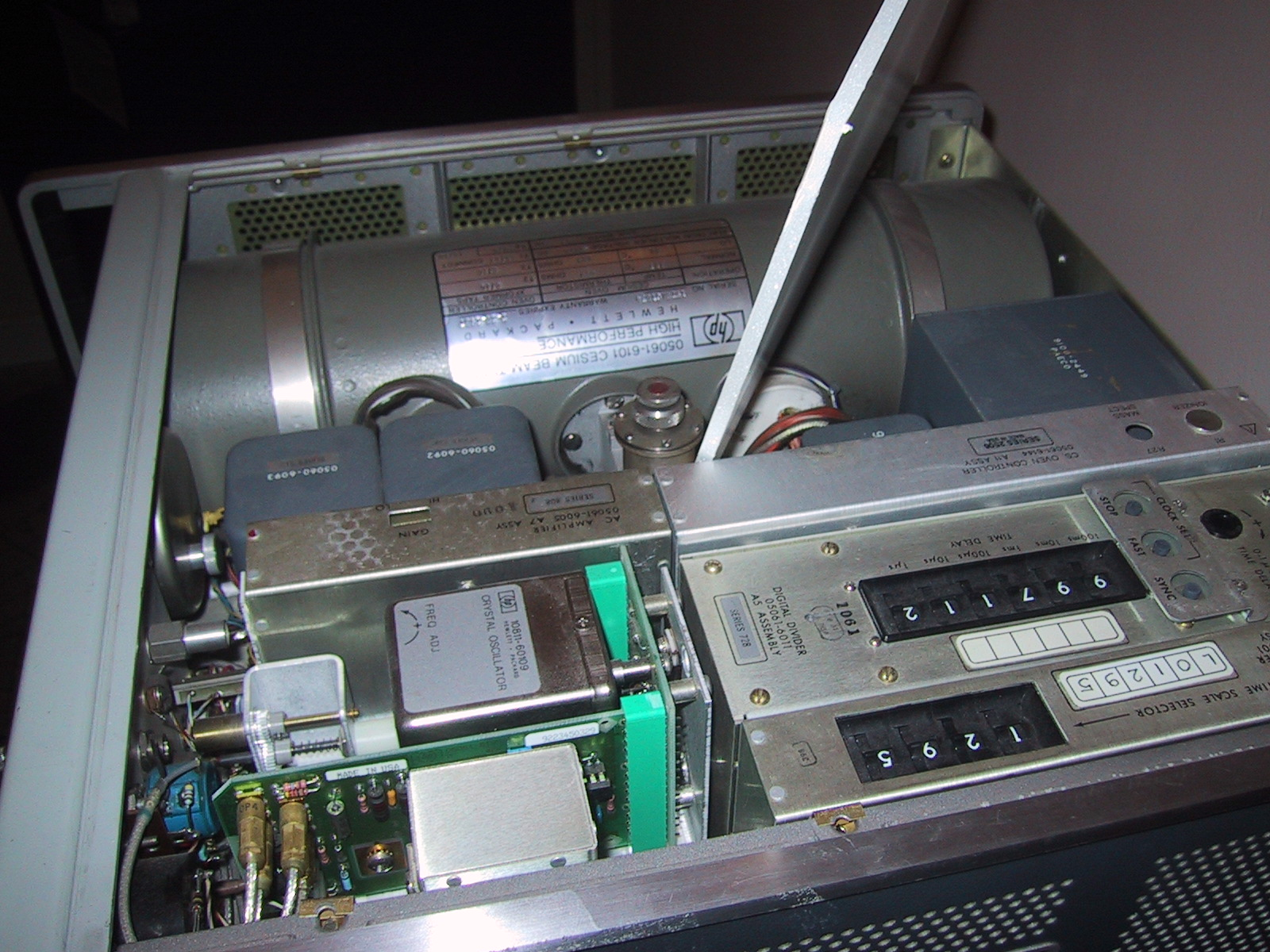
Cezowy zegar atomowy, widok wnętrza

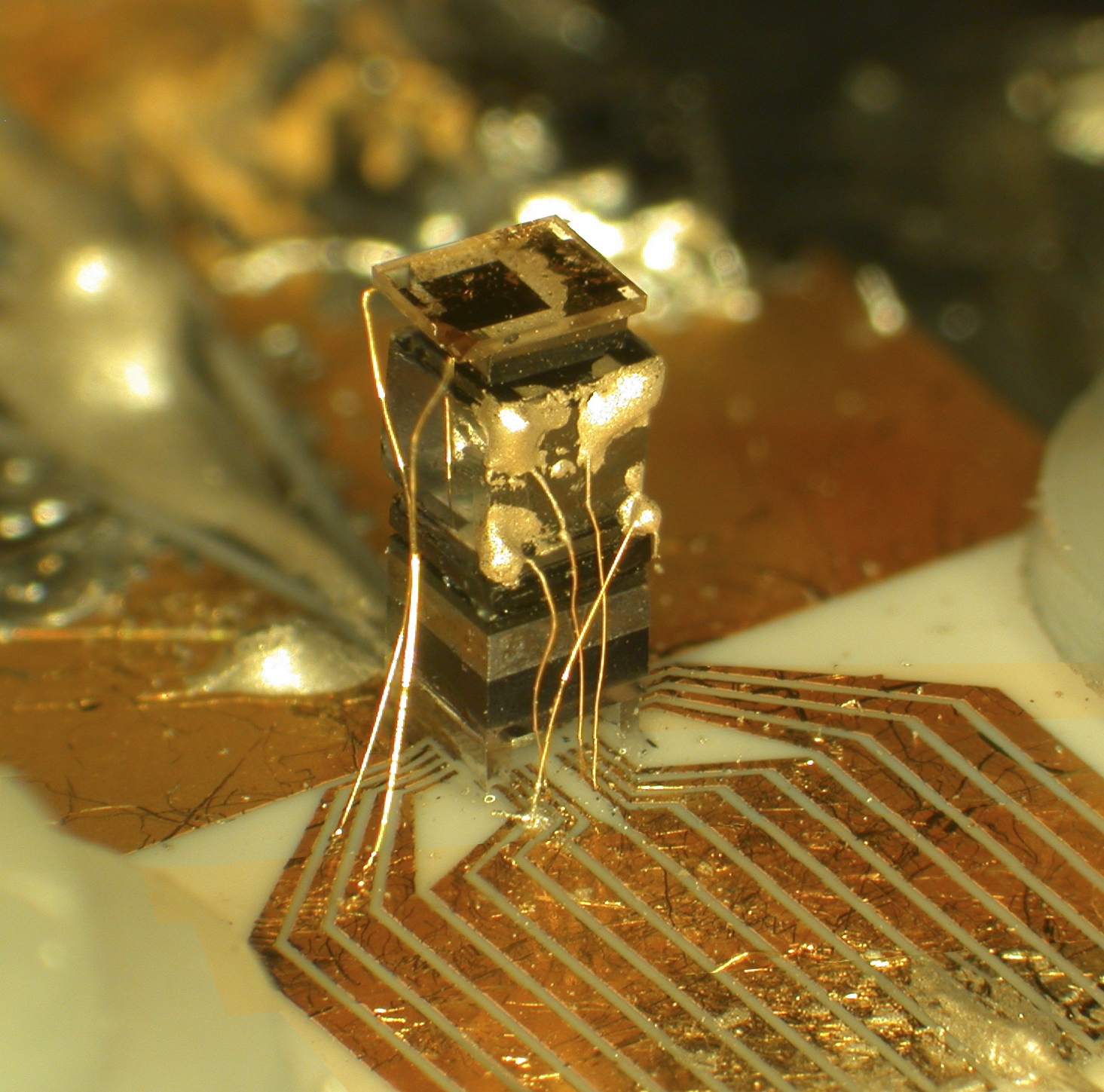
Zegar atomowy wielkości układu scalonego

Zegar atomowy – rodzaj zegara, którego działanie opiera się na zliczaniu okresów atomowego wzorca częstotliwości.

## Historia
Koncepcje budowy zegarów używających własności atomów pochodzą od Lorda Kelvina z 1879 roku. Pierwszy zegar atomowy był urządzeniem wykorzystującym linię spektralną amoniaku o częstotliwości 23870,1 MHz, był zbudowany w 1949 r., w amerykańskim Narodowym Biurze Standaryzacji. Był mniej dokładny niż istniejące wówczas zegary kwarcowe, ale służył do demonstracji koncepcji. Po skonstruowaniu masera zegary atomowe były budowane jako połączenie maserów o niewiele różniących się częstotliwościach i dołączonym oprzyrządowaniem mierzącym tę różnicę.
Współcześnie najdokładniejsze zegary atomowe bazują na własnościach emisyjnych atomów, z uwzględnieniem struktury nadsubtelnej atomów np. cezu. Dokładność takich zegarów dochodzi do 10-18, co oznacza 1 sekundę w ciągu wieku Wszechświata. Zegary te utrzymują ciągły i stabilny czas TAI (z fr. Temps Atomique International). W zastosowaniach cywilnych używa się innej skali czasu – UTC (z ang. Coordinated Universal Time). Czas ten jest obliczany na podstawie czasu TAI z uwzględnieniem obserwacji astronomicznych, które wymagają okresowej korekcji o tzw. sekundę przestępną (skokową).
Pierwszy dokładny zegar atomowy bazował na promieniowaniu z przejść elektronu w strukturze nadsubtelnej na poziomie podstawowym w atomach izotopu cezu-133, zbudował go Louis Essen w 1955 w National Physical Laboratory w Anglii. To doprowadziło do przyjęcia na całym świecie definicji sekundy opartej na czasie atomowym.
W sierpniu 2004, uczeni z amerykańskiego National Institute of Standards and Technology (NIST) zademonstrowali miniaturowy zegar atomowy: właściwa część zegara – komora z cezem – ma wielkość ziarna ryżu, średnicę 1,5 mm i długość 4 mm. Cały układ (komora wraz z oprzyrządowaniem: diodą laserową, polaryzatorami, fotodiodą) zajmuje objętość około 1 cm³, a więc porównywalną z układami zegarów kwarcowych. Jego dokładność jest jednak tysiąckrotnie wyższa niż zegarów kwarcowych i wynosi jedną dziesięciomiliardową (10-10), co oznacza dopuszczalne odchylenie o wartości 1 sekundy w ciągu 300 lat. Według konstruktorów, zegar ten jest sto razy mniejszy od innych zegarów atomowych. Potrzebuje także jedynie 75 mW mocy do działania, co czyni go zdatnym do zasilania bateryjnego.

## Zastosowania
W praktycznych zastosowaniach zegary atomowe są zbyt drogie dla indywidualnych użytkowników, równocześnie ich dokładność rzadko bywa niezbędna w codziennym życiu. W praktyce, tam gdzie jest potrzebny dokładny czas, buduje się rozwiązania bazujące na zegarze atomowym i przekazujące informacje o czasie przy pomocy fal radiowych, np. DCF77 lub (mniej dokładnie) przy pomocy sieci Internet protokołem NTP. Przykładem takich zastosowań są zegary wykorzystujące transmisję z systemów np. nawigacji satelitarnej (GPS, GLONASS, czy Galileo). W takim rozwiązaniu źródłem czasu jest zegar atomowy znajdujący się w satelicie systemu. Jednak i tu względy oszczędnościowe sprawiły, że po roku 2000 coraz częściej na pokładach satelitów montuje się tańsze zegary rubidowe. Ich dziesięciokrotnie niższa cena oraz czterokrotnie dłuższy czas eksploatacji mają decydujące znaczenie ekonomiczne. 
W Polsce znajduje się kilkanaście cezowych zegarów atomowych (model 5071A) oraz maserów wodorowych. Posiadające je organizacje i firmy zrzeszone są porozumieniem TA(PL) krajowych laboratoriów ds. porównań wzorców czasu i częstotliwości. Wyznaczają one polską skalę czasu atomowego TA(PL), porównywaną również do TAI. W grudniu 2014 roku w Krajowym Laboratorium FAMO w Toruniu uruchomiony został również pierwszy w Polsce optyczny zegar atomowy, bazujący na atomach strontu w sieci optycznej.
Obecnie do najbardziej precyzyjnych zegarów zalicza się masery wodorowe oraz zegary bazujące na przejściach atomowych z zakresu optycznego fal elektromagnetycznych, zwane optycznymi zegarami atomowymi. Rozwój prac nad nowymi wzorcami optycznymi (laserowymi) w najbliższych latach doprowadzi do wprowadzenia nowej definicji sekundy.
W 2019 w przestrzeni kosmicznej przeprowadzono testy zegara Deep Space Atomic Clock, który ma zostać standardowym wyposażeniem przyszłych sond kosmicznych NASA.